# 工學部前停留場
工學部前停留場（日语：／ Kōgakubumae teiryūjō */?），又稱工學部前電車站，是位於鹿兒島縣鹿兒島市郡元，屬於鹿兒島市交通局（鹿兒島市電）唐湊線的電車站。車站編號為N17。

## 歷史
- 1957年（昭和32年）3月29日 - 鹿兒島市交通局設置此站。

## 電車站構造
此站為無人車站，並設有2面2線的相對式低地台月台。兩月台無法讓輪椅人士和電動輪椅人士上落。本站無法在站內購買車票。

### 運行系統
此站是唐湊線的電車站，■2系統會駛入此站。

## 使用狀況
| 1日上下車人次變化 | 1日上下車人次變化 |
| 年度              | 1日平均人次       |
| ----------------- | ----------------- |
| 2011年            | 670               |
| 2012年            | 704               |
| 2013年            | 672               |
| 2014年            | 626               |
| 2015年            | 646               |

## 電車站周邊
- 鹿兒島大學工學系、理科系、法文學系、教育學系
- T.T BOWL（日语：トコリ・グローバル） 鹿兒島大學前店 - 綜合娛樂設施

## 相鄰電車站
鹿兒島市交通局
鹿兒島市電■2系統
唐湊（N16）－工學部前（N17）－純心學園前（N18）

## 注腳
1. ↑  国土数値情報(駅別乗降客数データ)  （页面存档备份，存于）（日語） - 國土交通省，2018年12月10日參閲

## 外部連結
- 鹿兒島市交通局 （页面存档备份，存于）（日語）